# Slagtesvinets nærmiljø
|  | Denne artikel er oprettet af botten Steenthbot ud fra en ekstern database. Den kan derfor have sproglige fejl eller mangler. Denne skabelon kan fjernes efter kontrol af indholdet. |

Slagtesvinets nærmiljø er en dansk dokumentarfilm fra 1983.

## Handling
Filmen handler om de fysiske rammer, der omgiver slagtesvinet og påvirker dyrets trivsel. Der vises stityper, fodringssystemer og fodringsanlæg.